# Rotary International

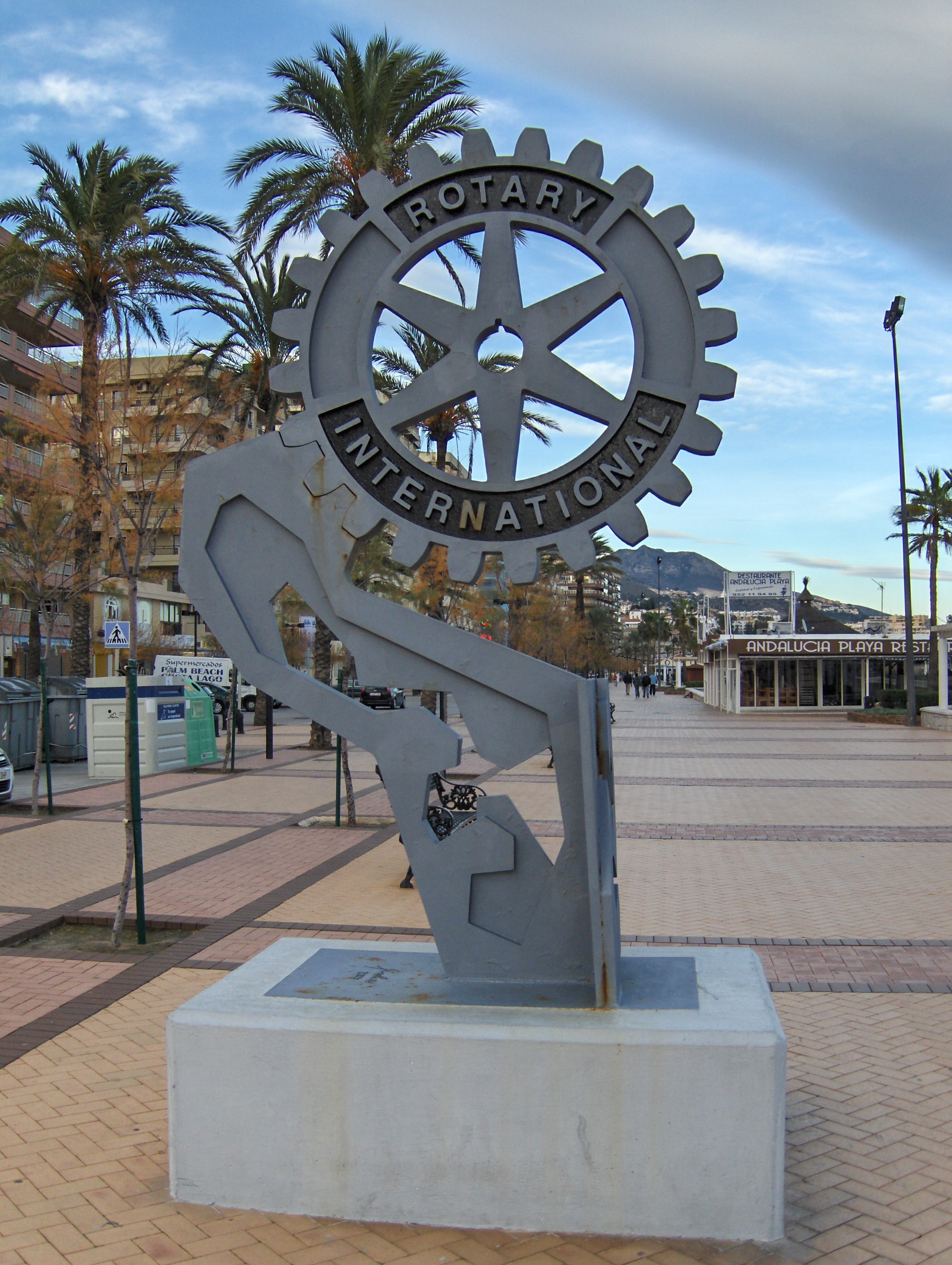
Een beeld in Fuengirola (Spanje) met daarin verwerkt het embleem van Rotary International

Rotary International is de internationale organisatie die wordt gevormd door lokale Rotary serviceclubs. De organisatie omschrijft haar doel als het samenbrengen van beroepsleiders en leiders uit de zakenwereld die humanitaire diensten verlenen, het bevorderen van hoge ethische standaarden in alle beroepen en het helpen bij het opbouwen van goodwill en vrede in de wereld.
Het motto van Rotary is "Service above Self", waarmee wordt bedoeld: je eigenbelang ondergeschikt maken aan dat van de maatschappij.

## Geschiedenis
De eerste lokale Rotary serviceclub, zoals ze voluit heten, werd in 1905 opgericht in Chicago, Verenigde Staten, door de advocaat Paul Harris. Er zijn per 2019 meer dan 35.000 lokale Rotary clubs met samen zo’n 1.200.000 leden.
De naam 'Rotary' komt voort uit het principe dat alle functies tijdelijk (roterend) worden vervuld. Ook rouleerden aanvankelijk de wekelijkse bijeenkomsten over de kantoren van de deelnemers.

## Landen

### Nederland
In 1923 werd een eerste Nederlandse club opgericht in Amsterdam. Nederland telde in 2020 ruim 500 clubs en 16.000 leden. Rotary International heeft de wereld ingedeeld in geografische gebieden. Per 1 juni 2010 zijn er 533 zogenaamde districten in de wereld. Ieder district heeft een door de President van Rotary International benoemde vertegenwoordiger, de district governor, ofwel de gouverneur. Nederland is verdeeld in zeven genummerde districten (D1550, D1560, D1570, D1580, D1590, D1600 en D1610) met ieder een autonome gouverneur. Net als andere serviceclubs kampt Rotary in Nederland met een vergrijzingsprobleem.

### België en Luxemburg
Net als in Nederland werd ook de eerste Belgische Rotary opgericht in 1923. Het waren reder John Bauwens en bankier Washington Serruys die op 7 juli 1923 Rotary Oostende stichtten. In 1927 organiseerde Rotary Club Oostende de Internationale Conventie van Rotary in het Oostendse Casino-Kursaal. Koning Albert I woonde de plechtigheid bij, samen met ongeveer 8000 internationale Rotariërs die één week lang in de stad neerstreken. 
De Belgische en Luxemburgse Rotaryclubs zijn op heden (2023) opgedeeld in 4 districten nl. D2130 (West- en Oost-Vlaanderen), D2140 (Antwerpen, Limburg, Vlaams-Brabant en de Nederlandstalige en Engelstalige Brusselse Clubs), D2150 (Henegouwen, Waals-Brabant en de Franstalige  Brusselse Clubs), D2160 (Namen, Luik, de Belgische provincie Luxemburg en het Groothertogdom Luxemburg).
Er waren in maart 2022 ongeveer 10.250 Rotariers in 289 Belux Clubs.

## Activiteiten
Leden worden aangespoord zich bezig te houden met vijf hoofdactiviteiten, avenues of service:
- community service, het ondersteunen van goede doelen.
- club service, het functioneren van de eigen club.
- international service, de relaties met gelijkgestemden internationaal.
- vocational service, de toepassing van ethische principes binnen de eigen beroepsgroep.
- new generation service, het via de jeugdprogramma's van Rotary jonge mensen kansen te bieden zich te ontplooien.

Community service is het belangrijkste doel van Rotary terwijl de andere vier belangrijke randvoorwaarden zijn om dit mogelijk te maken.
Rotary International kent een actieve LGBT+-community die zie zich inzet voor een inclusieve maatschappij.

## Bekende Rotariërs

### Nog in leven
- Koning Charles III, Verenigd Koninkrijk
- Bill Gates, Verenigde Staten
- Kamala Harris, Verenigde Staten
- George W. Bush, Rotary Club van Washington D.C., Verenigde Staten
- Tom DeLay, Verenigde Staten
- Marijn Devalck, België
- Jörgen Raymann, Rotaryclub Almere
- Jacqueline van den Hil, Rotaryclub Goes

### Niet meer in leven
- Maurits Cornelis Escher, Nederland
- Koning Hassan II, Marokko
- Augusto Pinochet, Chili
- Prins Reinier III, Monaco
- Koning Boudewijn, België
- Prescott Bush, Verenigde Staten
- Neville Chamberlain, Eerste Minister, Birmingham, Engeland
- Jean Sibelius, Finland
- Walt Disney, Verenigde Staten
- Franz Lehár, Oostenrijk-Hongarije
- Charles Lindbergh, Verenigde Staten
- Prins Bernhard, Nederland
- Thomas Mann, Duitsland
- Generaal Douglas MacArthur, Verenigde Staten

## Jongerenafdelingen
De jongerenafdeling Rotaract werd in 1968 opgericht. De naam staat voor 'Rotary in Action'. De club is bedoeld voor jongeren in de leeftijd van 18 jaar tot 30 jaar. De leeftijdsgrens van maximaal 30 jaar werd in 2019 afgeschaft.
Tevens is er in 2011 de eerste jeugdafdeling van de Rotary, Interact, in Nederland opgericht. Deze club is voor middelbare scholieren van 14 tot en met 18 jaar.